# Альошина (присілок)
Альо́шина (рос. Алёшина) — присілок у складі Богдановицького міського округу Свердловської області.
Населення — 14 осіб (2010, 8 у 2002).
Національний склад станом на 2002 рік: росіяни — 50 %, казахи — 37 %.